# Nocterius

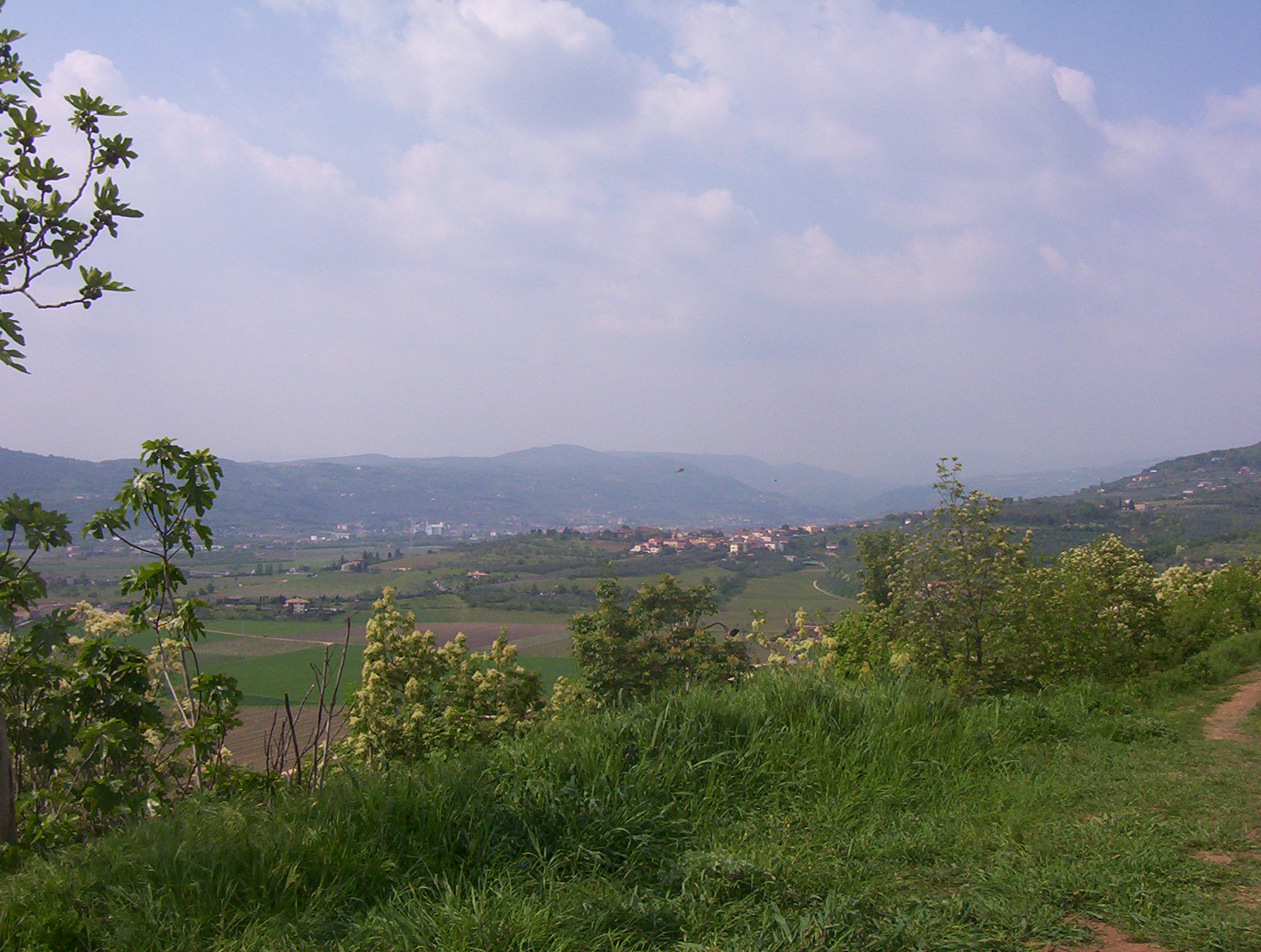
Valpantena, een streek bij Verona en Grezzana in Noord-Italië

Nocterius of Notkero (Grezzana,  - Verona, 10 augustus 928) was rooms-katholiek bisschop van Verona (911-928) in het koninkrijk Italië, een koninkrijk bestuurd door Frankische adel.

## Levensloop
Nocterius’ vader Ademario was een grootgrondbezitter en gefortuneerde man in de vallei Valpantena nabij Grezzana. Zo omschreef Nocterius later zijn eigen vader. Vermoedelijk ging het om een familie van Franken die zich in de streek van Verona gevestigd hadden. Nocterius onderhield goede relaties met Berengarius I van Friuli. Berengarius was de Frankische koning van Italië ondanks rivalen voor de koningstroon onder de Frankische adel. 
De eerste vermelding van Nocterius als bisschop van Verona dateert uit een document van het jaar 911. 
In een Romeins theater in de stad richtte hij de kerk San Siro in. In zijn eigen huis richtte Nocterius een ziekenhuis in; het was het gasthuis genoemd naar de heilige Apollonia. Hij deed schenkingen aan het gasthuis. Over Nocterius is nadien geschreven dat hij stierf in de grootste armoede, nadat zijn vermogen uitgegeven was.